# Megale
Megale is een bestuurslaag in het regentschap Bojonegoro van de provincie Oost-Java, Indonesië. Megale telt 5588 inwoners (volkstelling 2010).